# Achim Warmbold
Achim Warmbold (* 17. Juli 1941 in Duisburg) ist ein ehemaliger deutscher Rallyefahrer.

## Karriere
Achim Warmbold begann seine Rallye-Karriere 1970 parallel auf nationaler und internationaler Ebene. Er gewann zwei Mal die Deutsche Rallye-Meisterschaft in den Jahren 1971 und 1980. Insgesamt fuhr er in der nationalen Meisterschaft 69 Rallyes, dabei stand er 38 Mal auf dem Siegerpodest, 16 Mal siegte er. Auch in der Rallye-Europameisterschaft war Warmbold erfolgreich. Bei 49 Starts gelangen ihm 12 Siege und total errang er 22 Podestplätze.
Mit Jean Todt als Co-Pilot startete Warmbold 1973 zum ersten Mal in der Rallye-Weltmeisterschaft. In diesem Jahr gewann das Duo die Rallye Polen und die Rallye Österreich. Es sollten für Warmbold die einzigen Siege in der obersten Rallyeklasse bleiben. Im Jahr 1974 schied er bei der Rallye Portugal wegen eines Aufhängungsschadens an seinem Opel Ascona aus. Bei der Rallye Finnland wurde er mit einem BMW 2002 auf dem 13. Platz klassiert. Danach waren fünfte Ränge bei der Rallye Monte Carlo 1978 und der Rallye Griechenland 1978 die besten Resultate. Mit einem Toyota Corolla WRC bestritt Warmbold im Jahr 2000 seine letzte Rallye in der WRC. Wegen eines mechanischen Defekts fiel er in Großbritannien aus. Co-Pilot damals war sein Sohn Antony Warmbold, der mit mäßigem Erfolg auch Rallyes fuhr zwischen den Jahren 2000 und 2005.